# Zofia Dybowska-Aleksandrowicz
Zofia Dybowska-Aleksandrowicz (ur. 17 maja 1928 w Kaliszu, zm. 8 września 1989 w Warszawie) – polska reżyserka teatralna, dubbingowa i dźwiękowiec. Promotorka polskiej szkoły dubbingowej.

## Życiorys
Jej rodzicami byli Maria Dybowska i Stefan Dybowski, minister kultury i sztuki w pierwszym rządzie Józefa Cyrankiewicza.
Ukończyła studia na wydziale historii sztuki Uniwersytetu Jagiellońskiego (1952) oraz wydział reżyserii PWSF w Łodzi (1955). Jeszcze podczas studiów zrealizowała dwie etiudy: Przygoda Lucynki (1953) i Dzień z „Groteską” (1955). Po ukończeniu studiów zatrudniła się w Studiu Opracowań Filmów w Warszawie.
Została zamordowana wraz ze swoją matką w wieku 61 lat w swoim mieszkaniu na Starym Mieście w Warszawie. Mordercy zadali jej 24 ciosy nożem w serce. Jej śpiącej 89-letniej matce podcięto gardło. Sprawców nigdy nie ustalono, a okoliczności samej zbrodni budzą wiele kontrowersji. W 2009 po 20 latach od popełnienia morderstwa pań Dybowskich specjaliści z warszawskiej sekcji Archiwum X wszczęli ponowne śledztwo w tej sprawie, w celu znalezienia sprawców. 3 kwietnia 2009 w magazynie reporterów Interwencja w telewizji Polsat wyemitowany został materiał zdający sprawę z przebiegu śledztwa. W materiale wystąpiła m.in. Miriam Aleksandrowicz.
Z Tadeuszem Aleksandrowiczem, reżyserem teatru telewizji, miała dwie córki: Miriam i Małgorzatę.

## Odznaczenia
- Krzyż Kawalerski Orderu Odrodzenia Polski
- Złoty Krzyż Zasługi
- Zasłużony Działacz Kultury
- „Za zasługi dla miasta Warszawy"

## Filmografia

### Reżyseria dubbingu
- 1987: Tylko Manhattan
- 1986: Piotr Wielki
- 1985: Przyłbice i kaptury
- 1985: C.K. Dezerterzy
- 1983: Straszydła
- 1982: Syn gór
- 1981: Za krzakiem tarniny
- 1980: Przygody barona Munchausena
- 1980: Pies, który śpiewał
- 1980: Krach Operacji Terror
- 1979: Na tropie kłusownika
- 1979: I ty zobaczysz niebo
- 1979: Śnieżyczka i Różyczka
- 1978: Pod borsuczą skałą
- 1977: Anna Karenina
- 1977: Odbicia światła
- 1976: Pogoda dla bogaczy
- 1976: Podróż kota w butach
- 1976: Ja, Klaudiusz
- 1975: Premia
- 1975: Mała syrenka
- 1975: Piraci na Pacyfiku
- 1975: Skarb na wyspie
- 1974: Nadieżda
- 1974: Eneida
- 1973: Pygmalion
- 1973: Adaś i Ola
- 1973: Czarodziejskie dary
- 1973: Żółtodziób
- 1973: Plac Czerwony
- 1973: Siedemnaście mgnień wiosny
- 1972: Lala
- 1972: Jeże rodzą się bez kolców
- 1972: Słoń z indyjskiej dżungli
- 1972: Pilot helikoptera
- 1972: Trzej świadkowie
- 1972: Sześć żon Henryka VIII
- 1972: Rodzina Straussów
- 1971: Śniegowe skrzaty
- 1971: Królowa Elżbieta
- 1971: Kapitan Florian z młyna
- 1971: Białe czaple
- 1971: Najlepsze lata w życiu mężczyzny
- 1970: Nie drażnić cioci Leontyny
- 1970: Zerwanie
- 1970: Umrzeć z miłości
- 1970: Jego Wysokość Towarzysz Książę
- 1969: Wujaszek Czarodziej
- 1969: Pippi
- 1969: Charlie Brown i jego kompania
- 1969: Zbrodnia i kara
- 1968: Szósty lipca
- 1968: Nie do obrony
- 1967: Wyzwanie dla Robin Hooda
- 1967: Wielki wąż Chingachgook
- 1966: Sprawa Barnaby Kosa
- 1966: Lebiediew kontra Lebiediew
- 1966: Przed wojną
- 1966: Winnetou i Apanaczi
- 1965: Strzał we mgle
- 1965: Kopciuszek w potrzasku
- 1965: Casanova znad Dunaju
- 1964: Twarzą w twarz
- 1964: Bajka o zmarnowanym czasie
- 1964: Serca trzech dziewcząt
- 1964: Wizyta starszej pani
- 1964: Czy macie w domu lwa?
- 1963: Ikaria XB 1
- 1963: Dzielnica kruków
- 1963: Spotkali się latem
- 1963: Towarzysz regent
- 1963: Ciotki na rowerach
- 1963: Królewna i rybak
- 1962: Sztubackie kłopoty
- 1962: Próba terroru
- 1962: Doktor Fabrizius działa
- 1962: W pogoni za meteorytem
- 1962: Julio, jesteś czarująca
- 1962: Drugi tor
- 1961: Wyrok w Norymberdze
- 1961: Gdy drzewa były duże
- 1960–1966: Między nami jaskiniowcami (wersja z lat 70.)
- 1960: Wehikuł czasu
- 1960: Podróż balonem
- 1960: Następcy tronów
- 1960: Gorsza miłość
- 1959: Sombrero
- 1959: O chłopie, co okpił śmierć
- 1959: Sztubak
- 1959: Syn skazańca
- 1959: Anatomia morderstwa
- 1958: Przygoda w Bamsdorf
- 1958: Latawiec z końca świata
- 1957: Dwunastu gniewnych ludzi (wersja z lat 70.)
- 1957: Nowa atrakcja
- 1951: Alicja w Krainie Czarów

ponadto
- Tamte lata, tamta dolina
- Odyseja
- Saga rodu Forsyte’ów
- Droga przez mękę
- Rodzina Boussardellów
- Lata marzeń i złudzeń
- Mezalians
- Byłam głupią dziewczyną
- Zwycięzca

### Dialogi
- 1986: Porwanie w Tiutiurlistanie
- 1983–1989: W krainie czarnoksiężnika Oza
- 1983: Przygody błękitnego rycerzyka

### Postsynchrony
- 1989: Ostatni dzwonek
- 1986: Na kłopoty… Bednarski

### Drugi reżyser
- 1970: Abel, twój brat

### Realizacja
- 1968: Ambasadorowie w granatowych mundurach
- 1967: Stolica nad Szprewą
- 1967: Nim zabłyśnie gwiazda (o Annie German)
- 1967: Ballada z Via Margutta
- 1966: Marynarka to męska przygoda (w filmie zaangażowana piosenkarka Anna German)
- 1966: Hotel w obłokach
- 1966: Dar oceanu
- 1965: Ziemia zabrana morzu
- 1965: Wołga, Wołga
- 1965: Teatry Rzymu
- 1965: Spotkania z kazaniem
- 1965: Miasto wyrosłe z pałacu
- 1965: Kawior i celuloza